# Masters de Cincinnati 1988
El Abierto de Cincinnati 1988 (también conocido como 1988 Pringles Light Classic por razones de patrocinio) fue un torneo de tenis jugado sobre pista dura. Fue la edición número 87 de este torneo. El torneo masculino formó parte del circuito ATP. Se celebró entre el 15 de agosto y el 21 de agosto de 1988, la edición masculina, y entre el 1 de agosto y el 7 de agosto la edición femenina.

## Campeones

### Individuales masculinos
Mats Wilander vence a  Stefan Edberg, 3–6, 7–6, 7–6.

### Dobles masculinos
Rick Leach /  Jim Pugh vencen a  Jim Grabb /  Patrick McEnroe, 6–2, 6–4.

### Individuales femeninos
Barbara Potter vence a  Helen Kelesi, 6–2, 6–2.

### Dobles femeninos
Beth Herr /  Candy Reynolds vencen a  Lindsay Bartlett /  Helen Kelesi, 6–2, 6–4.
| Predecesor: Cincinnati 1987 | Masters de Cincinnati 1988 | Sucesor: Cincinnati 1989 |